# Любивож
Любивож (устар. Люби-Вож) — река в России, протекает по Республике Коми. Устье реки находится в 19 км по левому берегу реки Рысь-Кедва. Длина реки составляет 33 км.

## Притоки
- Нижняя Казаревица

## Данные водного реестра
По данным государственного водного реестра России относится к Двинско-Печорскому бассейновому округу, водохозяйственный участок реки — Вычегда от города Сыктывкар и до устья, речной подбассейн реки — Вычегда. Речной бассейн реки — Северная Двина.
Код объекта в государственном водном реестре — 03020200212103000021098.